# Boden (Westerwald)
Boden település Németországban, Rajna-vidék-Pfalz tartományban. Lakosainak száma 688 fő (2023. december 31.).

## Népesség
A település népességének változása:
| Lakosok száma | 429  | 562  | 555  | 568  | 609  | 658  | 688  |
|               | 1975 | 2015 | 2017 | 2019 | 2021 | 2022 | 2023 |